# مایکل تاچنر
مایکل تاچنر (انگلیسی: Michael Tuchner؛ ‏ ۲۴ ژوئن ۱۹۳۲ – ۱۷ فوریهٔ ۲۰۱۷) کارگردان فیلم اهل بریتانیا بود.
از فیلم‌ها یا مجموعه‌های تلویزیونی که وی در آن‌ها نقش داشته‌است، می‌توان به گوژپشت نتردام، بارانی و شرور اشاره نمود.